# 矢田旭
矢田 旭（やだ あさひ、1991年4月2日 - ）は、三重県四日市市出身のプロサッカー選手。ギラヴァンツ北九州所属。ポジションはミッドフィールダー。

## 来歴
中学校入学時から名古屋グランパスの下部組織に入り、中心選手として活躍。U-18では司令塔として牽引し、一度はトップチーム昇格が具体化しかけたが、チーム事情で見送られた。
2010年、明治大学へ進学し、1年時からレギュラーに定着。入学当初は体の線が細かったが、3年時の怪我を機に筋力トレーニングで増量。もともと得意だった左足にも磨きをかけ、背番号10を背負う大学屈指のゲームメーカーに成長した。
2014年、ユース時代を過ごした古巣・名古屋グランパスへ入団。第6節のサンフレッチェ広島戦でプロ初出場し、リーグ戦の中盤にかけてトップ下としてレギュラーに定着。
2017年7月、ジェフユナイテッド市原・千葉へ期限付き移籍。シーズン途中での加入だったがすぐさま主力に定着し、チームの終盤戦の躍進に貢献した。シーズン終了後の12月18日、ジェフユナイテッド市原・千葉に完全移籍することが発表された。2021年シーズン終了後、契約満了により千葉を退団。
2021年12月29日、愛媛FCへの完全移籍が発表された。愛媛FCではこれまでのサイドハーフや攻撃的なMFではなく、ボランチで起用されることが多かった。
2023年12月20日、ギラヴァンツ北九州への完全移籍が発表された。

## エピソード
2023年に入り、遅めにInstagramを開設した。フォロワー数を気にしている。
趣味はアウトドア。オフがあれば外に出て、キャンプなどをしてリフレッシュしている。中でも焚火が好き。

## 所属クラブ
- 小山田SS
- 名古屋グランパスエイトU15
- 名古屋グランパスエイトU18
- 明治大学
- 2014年 - 2017年  名古屋グランパスエイト
  - 2017年7月 - 同年12月  ジェフユナイテッド市原・千葉 (期限付き移籍)
- 2018年 - 2021年  ジェフユナイテッド市原・千葉
- 2022年 - 2023年  愛媛FC
- 2024年 -  ギラヴァンツ北九州

## 個人成績
| 国内大会個人成績 | 国内大会個人成績 | 国内大会個人成績 | 国内大会個人成績 | 国内大会個人成績 | 国内大会個人成績 | 国内大会個人成績 | 国内大会個人成績 | 国内大会個人成績 | 国内大会個人成績 | 国内大会個人成績 | 国内大会個人成績 |
| 年度             | クラブ           | 背番号           | リーグ           | リーグ戦         | リーグ戦         | リーグ杯         | リーグ杯         | オープン杯       | オープン杯       | 期間通算         | 期間通算         |
| 年度             | クラブ           | 背番号           | リーグ           | 出場             | 得点             | 出場             | 得点             | 出場             | 得点             | 出場             | 得点             |
| 日本             | 日本             | 日本             | 日本             | リーグ戦         | リーグ戦         | リーグ杯         | リーグ杯         | 天皇杯           | 天皇杯           | 期間通算         | 期間通算         |
| ---------------- | ---------------- | ---------------- | ---------------- | ---------------- | ---------------- | ---------------- | ---------------- | ---------------- | ---------------- | ---------------- | ---------------- |
| 2014             | 名古屋           | 20               | J1               | 22               | 1                | 6                | 1                | 4                | 1                | 32               | 3                |
| 2015             | 名古屋           | 20               | J1               | 34               | 1                | 8                | 2                | 0                | 0                | 42               | 3                |
| 2016             | 名古屋           | 20               | J1               | 13               | 0                | 5                | 0                | 0                | 0                | 18               | 0                |
| 2017             | 名古屋           | 20               | J2               | 0                | 0                | -                | -                | 2                | 0                | 2                | 0                |
| 2017             | 千葉             | 18               | J2               | 17               | 2                | -                | -                | -                | -                | 17               | 2                |
| 2018             | 千葉             | 20               | J2               | 40               | 2                | -                | -                | 1                | 0                | 41               | 2                |
| 2019             | 千葉             | 20               | J2               | 29               | 1                | -                | -                | 1                | 0                | 30               | 1                |
| 2020             | 千葉             | 20               | J2               | 27               | 0                | -                | -                | -                | -                | 27               | 0                |
| 2021             | 千葉             | 20               | J2               | 14               | 0                | -                | -                | 2                | 0                | 16               | 0                |
| 2022             | 愛媛             | 20               | J3               | 27               | 2                | -                | -                | -                | -                | 27               | 2                |
| 2023             | 愛媛             | 20               | J3               | 27               | 2                | -                | -                | -                | -                | 27               | 2                |
| 2024             | 北九州           | 20               | J3               | 21               | 0                | 0                | 0                | 1                | 0                | 22               | 0                |
| 2025             | 北九州           | 20               | J3               |                  |                  |                  |                  |                  |                  |                  |                  |
| 通算             | 日本             | 日本             | J1               | 69               | 2                | 19               | 3                | 4                | 1                | 92               | 6                |
| 通算             | 日本             | 日本             | J2               | 127              | 5                | -                | -                | 6                | 0                | 133              | 5                |
| 通算             | 日本             | 日本             | J3               | 75               | 4                | 0                | 0                | 1                | 0                | 76               | 4                |
| 総通算           | 総通算           | 総通算           | 総通算           | 271              | 11               | 19               | 3                | 11               | 1                | 301              | 15               |

- 公式戦初出場 - 2014年3月19日 ナビスコ杯予選リーグ第1節 対ヴァンフォーレ甲府（名古屋市瑞穂陸上競技場）
- 公式戦初得点 - 2014年4月2日 ナビスコ杯予選リーグ第2節 対アルビレックス新潟（デンカビッグスワンスタジアム）
- Jリーグ初出場 - 2014年4月6日 J1第6節 対サンフレッチェ広島（豊田スタジアム）
- Jリーグ初得点 - 2014年9月20日 J1第24節 対ヴァンフォーレ甲府（名古屋市瑞穂陸上競技場）

## タイトル

### クラブ
名古屋グランパスU18
- JFAプリンスリーグU-18東海 (2008年)

明治大学
- 関東大学サッカーリーグ1部 (2010年)

愛媛FC
- J3リーグ：1回（2023年）

## 代表歴・選抜歴
- 2009年 U-18日本代表[9]

- 2011年 関東大学選抜